# Der Fall Hoop
Série Rat Anheim
Der Fall Grehn (de)
(1916) Der Fall Routt…! (de)
(1917)
Pour plus de détails, voir Fiche technique et Distribution.
Der Fall Hoop (en français L'Affaire Hoop)  est un film allemand réalisé par William Kahn (de) sorti en 1916.

## Synopsis
Un homme avec une blessure béante à la tête est admis au Wilhelminenspital, à Amsterdam. Il a été retrouvé dans la rue et dans sa poche se trouvait une note sur laquelle il était écrit: « Contactez immédiatement Anheim, fouillez la bibliothèque. » Rat Anheim est ensuite amené pour parler au blessé. L'étranger dit qu'il s'appelle Arthur Hoop. La veille au soir, alors qu'il sortait du théâtre dans un léger brouillard et se dirigeait vers son domicile, il a utilisé une clé pour déverrouiller la porte de l'appartement qu'il croyait appartenir à sa maison. Lorsqu’il y entra, il rencontra deux hommes qui se disputaient violemment. Un peu plus tard, raconte Hoop, il a perdu connaissance et lorsqu'il s'est réveillé, il y avait une personne morte allongée à côté de lui. Paniqué, il a voulu s'échapper, mais sa propre perte de sang élevée l'a empêché de bouger rapidement. Hoop s'est finalement effondré dans la rue. Le reste est connu. M. Hoop ne sait pas comment le morceau de papier portant l'inscription est entré dans sa poche.
L'intelligent criminaliste Rat Anheim commence ses enquêtes. Il découvre rapidement que le nom du défunt est Gaarden, qu'il est mort dans sa propre maison et qu'il était considéré comme un riche excentrique. Anheim suit la recommandation découverte dans la lettre et fouille dans la bibliothèque de Gaarden. Là, il tombe sur des documents indiquant que Gaarden était un voleur nommé Blunder. L'homme avait volé des bijoux de valeur il y a sept ans et les avait gardés tout le temps à la banque indienne. Anheim se rend rapidement à la banque, mais découvre sur place qu'un monsieur s'est présenté hier et a complètement vidé le coffre-fort de Gaarden. Afin d'attirer hors de portée ce dernier voleur de bijoux, Rat Anheim passe une annonce : un certain Bely, collectionneur de diamants à New York qui n'a pas toujours constitué sa collection de manière propre, se montre intéressé par l'achat des diamants. En effet, une personne intéressée a contacté le New-Yorkais. Comme les bijoux doivent être amenés aux USA, Anheim se rapproche de l'intéressé, un certain Phil Obrynd, également citoyen américain. Olbrynd et son ami Carlson sont arrêtés pendant le voyage vers le paquebot à Rotterdam, mais la compagne de voyage de Phil, Ellen, parvient à s'échapper avec les bijoux.
Cependant, le terminus néerlandais est aussi le terminus de la dame. Les trois suspects sont placés en garde à vue. Lorsqu'Anheim reste insouciant un instant et quitte brièvement la salle d'interrogatoire pour téléphoner au chef de la police, Olbrynd et Carlson parviennent à s'échapper. Avec le chapeau et le manteau d'Anheim, Olbrynd se précipite dehors et, dans cette mascarade, déguisé en Rat Anheim, récupère Ellen au centre de détention de la police. Tous les trois s'entassent dans un véhicule, poursuivis par Rat Anheim dans un train spécial. La voiture s'écrase à cause d'un défaut des commandes et Olbrynd est sorti des décombres, grièvement blessé. Il raconte à Anheim comment il s'est impliqué dans cette affaire : s'étant retrouvé dans une grande détresse, Phil fut persuadé par Blunder de l'aider à détourner les bijoux. Ensuite, Blunder se cacha et les deux hommes ne se sont revus que des années plus tard, lorsque Blunder est devenu Gaarden. Olbrynd, plein de remords, exhorta Blunder à restituer les bijoux de manière anonyme, après quoi les deux hommes eurent une sérieuse dispute. Désormais alcoolique et en proie à la paranoïa, Blunder est devenu une fureur envers Olbrynd. Arthur Hoop fit irruption dans cette bagarre. Il fut blessé et Blunder fut mortellement blessé par un coup de feu tiré d'un revolver. Avec ses dernières forces, Blunder mourant écrivit les lignes sur le morceau de papier et les mit dans la poche de Hoop. Anheim peut clôturer l'affaire et restituer les bijoux au propriétaire légitime.

## Fiche technique
- Titre original : Der Fall Hoop
- Réalisation : William Kahn (de)
- Scénario : William Kahn
- Production : William Kahn
- Société de production : Rahame Film
- Pays d'origine :  Empire allemand
- Langue : allemand
- Format : Noir et blanc - 1,33:1 - 35 mm
- Genre : Policier
- Dates de sortie :
  -  Empire allemand : 1er août 1916.
  -  Danemark : 7 mai 1914

## Distribution
- Wolfgang Neff : Rat Anheim
- Hermann Wlach : Phil Obrynd
- Robert Sortsch-Pla : Millionär Banfus
- Kissa von Sievers : Ellen